# Graphina polyclades
Graphina polyclades är en lavart som först beskrevs av August von Krempelhuber och som fick sitt nu gällande namn av Johannes Müller Argoviensis. 
Graphina polyclades ingår i släktet Graphina och familjen Graphidaceae. Inga underarter finns listade i Catalogue of Life.